# Kobiele Wielkie
Kobiele Wielkie – wieś w Polsce, położona w województwie łódzkim, w powiecie radomszczańskim, w gminie Kobiele Wielkie. Siedziba tejże gminy.
W latach 1954–1972 wieś należała i była siedzibą władz gromady Kobiele Wielkie. W latach 1975–1998 wieś administracyjnie należała do województwa piotrkowskiego.
Miejsce urodzin noblisty Władysława Stanisława Reymonta. We wsi znajdują się dwa poświęcone mu obeliski ( ufundowany w 1966 roku z okazji Kongresu Kultury Polskiej i w 2000 roku) oraz ławeczka pomnikowa.
We wsi swoją siedzibę ma też Parafia św. Anny w Kobielach Wielkich.

## Integralne części wsi
| SIMC    | Nazwa    | Rodzaj     |
| ------- | -------- | ---------- |
| 0542847 | Bukienka | przysiółek |

## Zabytki
Według rejestru zabytków NID na listę zabytków wpisany jest obiekt:
- park dworski, pocz. XIX w., nr rej.: 305 z 31.08.1983 i z 14.09.1993

inne
- dwór w ruinie, parterowy kryty dachem czterospadowym z piętrową częścią główną zwieńczoną frontonem, krytą dachem dwuspadowym. Wybudowany przez Kazimierza Tymowskiego herbu Sas w 1905 r. Obiekt otacza park ze stawem. Wpisany do Wojewódzkiej Ewidencji Zabytków[7].